# Santa Luzia

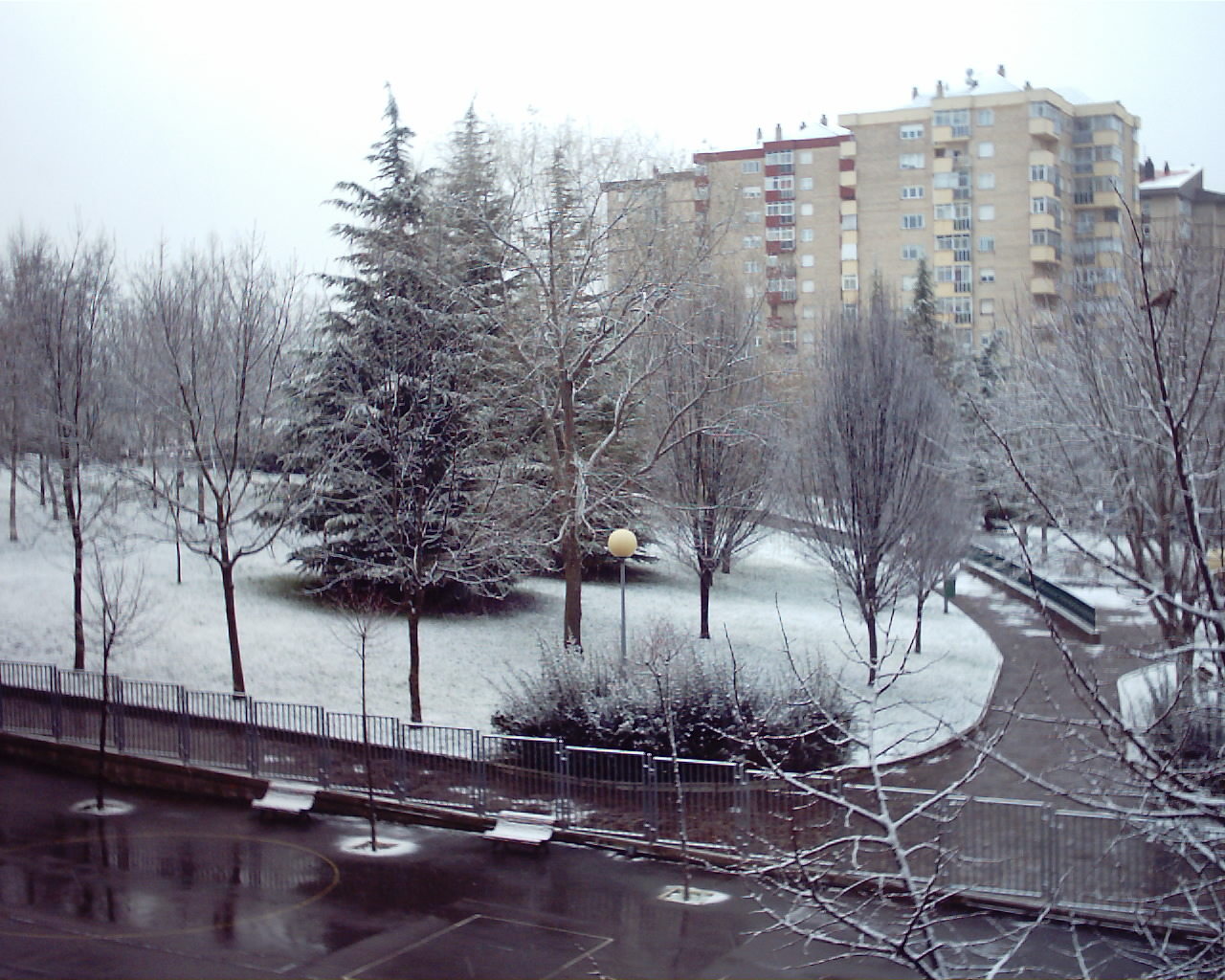
Fotografia del barri de Santa Luzia amb una fina capa de neu.

Santa Luzia és un barri de la ciutat de Vitòria (Àlaba). Té una població de 9.116 habitants (2008). Està situat a l'Est de la ciutat, construït en la dècada de 1980, de dimensions no gaire àmplies però no obstant això amb edificis molt elevats, alguns de fins a de 14 altures al carrer Errekatxiki. En general gairebé tots els edificis del barri superen les 9-10 altures, l'únic a tot l'est de la ciutat. És un barri obert, amb moltes places per als vianants i espais de passeig entre grans blocs de cases.

## Situació
Saint Lucia se situa a l'est de Vitòria. Limita al nord amb el barri d'Arana, a l'oest amb el de Judimendi i al sud la via fèrria, que el separa d'Adurtza i San Kristobal. A l'est s'està construint un nou barri, anomenat Santo Tomás, pertanyent al districte de Salburua.
Pertany al districte sud-est al costat dels barris de Judimendi, Adurtza i Babesgabetuak.
El barri està partit per la meitat per l'antiga N-I, que el travessava, estant al barri la sortida cap a Sant Sebastià i Pamplona. No obstant això, des que va començar a construir-se el barri de Salburua, aquesta entrada a la ciutat ha quedat bloquejada, estant l'actual al veí barri d'Arana.

## Història
El barri rep el nom per l'ermita de Santa Lucia que es trobava enfront del parc de Judimendi, a l'actual carrer dels Astrònoms, es va demolir en 1975.

## Transport
| línia    | Nom                 | Destí Anada                | Destí Tornadaa             | Estacions al Barri |
| -------- | ------------------- | -------------------------- | -------------------------- | ------------------ |
| Línia 7  | Sansomendi-Salburua | Sansomendi Paula Montal    | Salburua Paseo Iliada      | Florida.           |
| Línia 2A | Periférica          | Mendizorrotza (circular)   | Pilar (Vitòria) (circular) | Jacinto Benavente  |
| Línia 2B | Periférica          | Pilar (Vitòria) (circular) | Mendizorrotza (circular)   | Jacinto Benavente  |